# Unione degli Istriani
L’Unione degli Istriani, è un ente associativo non commerciale e senza fini di lucro con sede a Trieste, all’interno dello storico palazzo Tonello, prospiciente piazza Goldoni. 
Fondata il 28 novembre 1954 dopo il ritorno di Trieste all'Italia e la contemporanea perdita dell'ultimo lembo d'Istria ceduta alla Jugoslavia in conseguenza del Memorandum di Londra, l'Unione degli Istriani – composta principalmente da esuli provenienti dalla ex “Zona B” del Territorio Libero di Trieste – è la maggiore organizzazione di esuli in Italia il cui scopo statutario è rappresentare gli esuli italiani dall'Istria e di difenderne e tutelarne i diritti, le esigenze e le aspettative disattese.

## Storia

### Fondazione
A seguito delle note vicende dell’immediato secondo dopoguerra e la conseguente cessione alla Jugoslavia delle province di Pola, di Fiume e di Zara e in parte di quelle di Trieste e di Gorizia, si costituirono immediatamente numerosi comitati formati da diverse migliaia di istriani, fiumani e dalmati evacuati dai territori di origine e dalle località di residenza, e già riparati in Italia.
In brevissimo tempo i citati comitati si organizzarono in associazione dando vita a quella che, di lì a poco, prese il nome di Associazione Nazionale per Venezia Giulia e Zara (ANVGZ) e si aggiunse al Comitato di Liberazione Nazionale dell’Istria (CLN d’Istria). Queste due entità, distinte e sovente in contrasto fra loro per ragioni politiche, per un certo periodo sarebbero state il punto di riferimento per gli esuli nelle principali città italiane.
Le contrapposizioni interne ai partiti nazionali, ed in particolare quelle alla Democrazia Cristiana, si riflessero sull’azione del governo italiano rispetto alla politica internazionale (soprattutto nella delicata questione del Territorio Libero di Trieste), incidendo fortemente anche sul movimento associativo e logorando una consistente fetta dell’elettorato istriano, sempre più insofferente e contrario ad una politica rinunciataria rispetto ai diritti di sovranità sui territori rivendicati.
L’acuirsi delle tensioni internazionali ed il peggioramento delle relazioni con la Jugoslavia, a seguito della Nota Bipartita anglo-americana di ottobre, e la drammatica situazione a Trieste con l’insurrezione del novembre 1953, generarono all’interno delle due organizzazioni di rappresentanza degli esuli le premesse per la creazione di un nuovo organismo, capace di dimostrarsi indipendente dalle logiche e dalle imposizioni partitiche e, quindi, in grado di tutelare meglio e difendere i diritti italiani su Trieste e sulla Zona B dell’Istria, che sarebbero dovute essere restituite all’Italia. Risalgono a questo periodo i primi incontri per la costituzione di una nuova associazione di esuli istriani.
Il 5 ottobre 1954, con la firma del Memorandum di Londra, che avrebbe sancito il ritorno di Trieste all’Italia, ma lasciato i comuni italiani di Capodistria, Isola, Pirano, Umago, Cittanova, Verteneglio, Buie e Grisignana all’amministrazione fiduciaria jugoslava, si concretizzarono i timori degli esuli per la fuga di altri 50.000 concittadini, che avevano sinora resistito ai soprusi ed alle imposizioni del regime titino. Avrebbe avuto così inizio un nuovo flusso di profughi che durerà, con diversi picchi, almeno fino alla fine degli anni Sessanta.
La successiva, mutata situazione geopolitica, dopo la conferma di Trieste italiana, condusse velocemente ad una fitta serie di riunioni che diedero vita ad un Comitato promotore con il compito di elaborare una bozza definitiva di Statuto (già predisposta nell’estate precedente), e di definire il nome e la struttura di un nuovo organismo. Tra i propugnatori vi furono personalità di origine istriana di primo piano della società triestina di allora, fra cui Armenio Rainis, Guido Salvi, gli avvocati Vittorio Iacuzzi e Lino Sardos Albertini, e l’attivissimo Giuseppe Flaminio.
Presso la sede della Lega Nazionale, a Trieste, vennero messe a punto gli ultimi dettagli con la predisposizione degli inviti da distribuire a tutti gli istriani che avessero voluto partecipare alla nascita della nuova associazione.
L’assemblea costitutiva ebbe luogo domenica 28 novembre 1954 presso la sala del cinema Alabarda, al numero 13 di Largo Barriera Vecchia, a Trieste. Dopo che lo Statuto proposto dal relatore avv. Lino Sardos Albertini venne votato all’unanimità, l’Assemblea elesse i membri del primo Consiglio generale, del Consiglio dei probiviri e del Collegio sindacale.

### I primi anni e la crescita
Per evitare che il Comitato di Liberazione Nazionale dell’Istria considerasse con sospetto la nuova Associazione, furono subito presi contatti tra i dirigenti, al seguito dei quali si svilupparono rapporti, finalizzati ad una possibile cooperazione rispetto a tutte le problematiche di carattere nazionale ed alle azioni politiche da intraprendere negli interessi comuni.
La novità subito rilevata fu, appunto, l’apartiticità dell’associazione e tale garanzia venne addirittura prescritta puntualmente all’interno dello statuto, il quale stabiliva che né il Presidente, né il Vicepresidente, né i componenti della Giunta esecutiva potessero essere iscritti ad un partito, clausola questa che vige ancora oggi.
Il primo sforzo organizzativo coincise con la ricerca di una sede adeguata, sia dal punto di vista economico che dal punto di vista degli spazi, in quanto all’Unione degli Istriani aderirono immediatamente due associazioni di comunità di esuli, già operanti in precedenza, ovvero la “Famiglia Parentina” e la “Famiglia Montonese”, costituitesi qualche anno addietro raccogliendo i profughi originari delle rispettive cittadine.
La prima sede venne fissata nella centrale via San Lazzaro (fino al 1956), successivamente in uno stabile di via del Coroneo (dal 1956 al 1958), in seguito in via della Ginnastica (1958), in via Tiziano Vecellio ed infine, dal 1960, nei locali di Palazzo Tonello, nella centrale Piazza Carlo Goldoni, che sarebbero stati acquistati, come si vedrà, appena nel 1984.
La particolarità che distingueva l’Unione degli Istriani dalle altre organizzazioni, fu anche la sua struttura federativa, scelta quale soluzione all’innata tendenza verso i particolarismi e ai campanilismi, e ritenuta in grado di amalgamare le diverse identità culturali delle varie comunità nate in base alla località di provenienza dei consociati. 
Si costituirono dunque le altre “Famiglie” istriane, o Fameie, che aderirono e, nella maggioranza dei casi, nacquero proprio in seno all’ Unione. A metà degli anni Sessanta saranno ben 17 le Famiglie che vi avranno aderito, alle quali si aggiunsero il Consorzio Beni Abbandonati, la Corale Istriana, il Centro di Documentazione e il Centro Nazionale di Vigilanza.
La strutturazione interna proseguì con la creazione di altri organismi, dotati di propria autogestione, quali la Sezione Giovanile (diventata poi Movimento Giovanile MM. OO. Fratelli Visintini), la Sezione Femminile, gli Amici dell’Istria, composta da sostenitori non necessariamente istriani, il Centro studi (poi Centro culturale Gian Rinaldo Carli). 
A cavallo tra il 1955 e il 1956 venne elaborato lo studio per la realizzazione di un notiziario, che avrebbe preso lo stesso nome dell’associazione, il cui primo numero venne dato alle stampe nel maggio 1956. Da allora, con continue migliorie e modifiche della grafica, la testata “Unione degli Istriani” sarebbe uscita più o meno continuativamente.
La neonata Associazione si distinse da subito per una intensa attività politica incentrata sulla sensibilizzazione dell’opinione pubblica della Venezia Giulia verso la questione più urgente e delicata: la rivendicazione della sovranità italiana sulla Zona B del mai costituito Territorio Libero di Trieste ed i diritti di proprietà sui beni confiscati in territorio amministrato dalla Jugoslavia.

### Sviluppi
Nel settembre 1957 venne diffuso su scala nazionale, tra le massime autorità dello Stato, tra i parlamentari ed infine tra l’opinione pubblica, anche grazie al supporto di una parte della stampa italiana, un corposo memoriale consegnato dall’Unione degli Istriani al Governo italiano, con il quale in sostanza lo si diffidava chiaramente dal compiere qualunque azione diretta od indiretta che potesse danneggiare o anche solo scalfire i diritti di sovranità sulla Zona B.
Tali prese di posizione sancirono per l’associazione l’avvio di una lunga fase di turbolenze e conflittualità verso le sempre più evidenti, crescenti posizioni rinunciatarie nei confronti della Jugoslavia dei diversi Governi che si sarebbero succeduti fino alla fine degli anni Settanta, posizioni che sarebbero culminate nella firma e ratifica del Trattato di Osimo, a seguito di una lenta, ma progressiva normalizzazione dei rapporti bilaterali tra Roma e Belgrado, nel quadro della stabilizzazione degli equilibri politici continentali.
Parallelamente, iniziarono anche i contrasti con le altre organizzazioni degli Esuli, in particolare con il CLN dell’Istria il quale, avendo avuto fino a pochi anni prima il monopolio nell’influenza sui voti dei profughi, si dimostrò intollerante verso un cambio di rotta rispetto alla linea politica finora seguita, che invece l’Unione degli Istriani intese promuovere.
Negli anni Sessanta, l’attività dell’Unione degli Istriani fu caratterizzata, come evidenziato, da una crescita a tutto campo, che portò, ad un certo punto alla decisione di costituire una Biblioteca Istriana, che sarebbe poi diventata uno degli strumenti che l’associazione avrebbe messo a disposizione della comunità, nell’intento di mantenere vivo e preservare il patrimonio culturale istriano: un’esigenza, questa, che diventò una delle priorità nelle linee programmatiche delle varie Presidenze che si sarebbero succedute nel tempo. 
Nel 1969 fu costituito anche il Centro di documentazione istriano, la cui Presidenza venne affidata all’avv. Luigi Ruzzier, con il fine di raccogliere documenti, memorie, cimeli e tutto ciò che potesse costituire una inoppugnabile testimonianza della civiltà romana, veneziana e italiana dell’Istria: si pubblicò sul notiziario un appello a soci e amici per reperire il materiale o anche semplicemente per segnalarlo al nuovo organismo appena fondato. Queste iniziative costituirono anche le basi per la composizione di un Archivio.
La volontà di verificare continuamente la veridicità delle varie notizie diramate dal Governo italiano e dalla propaganda jugoslava e diffuse dagli organi di comunicazione, e di controllare l’esattezza delle informazioni pubblicate dalla stampa di carattere politico, culturale, scolastico o anche turistico, determinò la nascita di un nuovo, apposito organismo, collegato all’Unione degli Istriani, che ebbe lo scopo di contrastare la disinformazione. Venne fondato il Centro di Vigilanza Nazionale (CVN), la cui direzione fu affidata al dott. Antonio Della Santa, che sarebbe diventato successivamente il Presidente dell’Unione. Le competenze di tale centro si sarebbero in seguito rafforzate, assumendo sempre maggior importanza presso i maggiori organi di stampa, almeno fino alla metà degli anni Settanta, e cioè fino a dopo la firma del Trattato di Osimo. 
Una delle diffuse pubblicazioni del CVN fu il Glossario “Istria Fiume Dalmazia”, realizzato nel 1970 con la collaborazione dei Liberi Comuni di Fiume della Dalmazia e recante i nomi di tutte le località dei Territori ceduti e di quelli ex veneti dell’Adriatico orientale, divisi per elenchi alfabetici, nelle due versioni italo-slava e slavo-italiana.

### Trattato di Osimo
Nell’ottobre del 1967 al nome “Unione degli Istriani” venne aggiunta la denominazione di Libera Provincia dell’Istria in Esilio, con l’intento di dare maggiore incisività al ruolo politico e istituzionale all’Associazione. Si decise anche di trasferire la sede legale a Roma, con la convinzione di facilitare i rapporti con il Governo nella trattazione delle questioni riguardanti la Zona B discusse dal Governo. In ogni caso la “base operativa” continuava tuttavia ad essere Trieste.

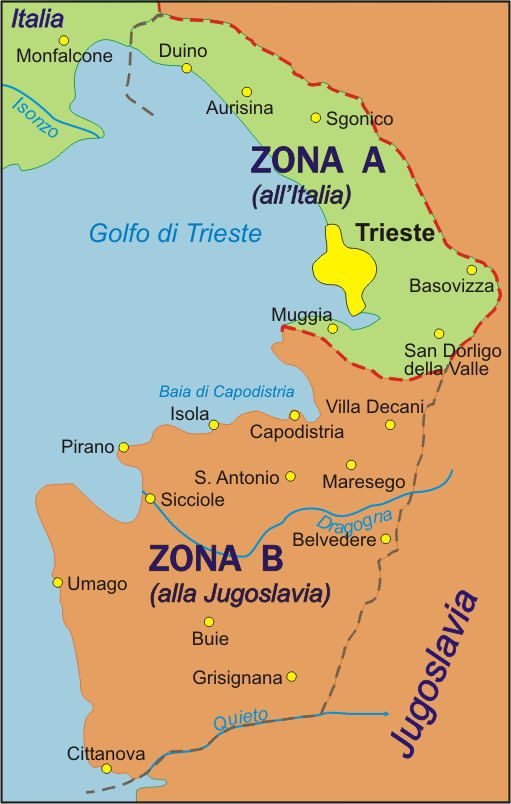
Disposizione territoriale del Territorio Libero di Trieste, stabilità dal trattato di Osimo nel 10 novembre 1975.

L’azione di difesa della Zona B si esplicò principalmente sul piano politico, grazie ad una fitta rete di rapporti con i parlamentari di quei partiti che si dichiaravano pronti – nei fatti e non soltanto a parole - a sostenere il rispetto del Diritto Internazionale ed il ripristino della legalità con l’estensione della sovranità italiana sull’Istria nord occidentale. Un costante impegno fu comunque profuso per l’instaurazione di nuove relazioni fra le associazioni istriane, giuliane e dalmate, favorendo la costituzione di organismi di mediazione, come il Comitato di Coordinamento fra l’Unione degli Istriani, i Liberi Comuni di Zara e di Fiume in Esilio, sancendo per un periodo l’adesione dell’Unione stessa all’ANVGD.
L’Unione degli Istriani, in questo periodo, promosse anche la costituzione del Centro Nazionale di Coordinamento dei Comitati in difesa della Zona B (CNC), con sede a Roma e Segreteria generale a Trieste. Si trattava del segno evidente che le numerose, crescenti voci su una prossima definizione tra Roma e Belgrado della questione della Zona B, avevano accresciuto l’allarme tra gli esuli militanti, che si prepararono così ad una sorta di mobilitazione generale.
Il 10 novembre 1975 a Osimo, venne stipulato il Trattato bilaterale che avrebbe portato alla definitiva cessione della Zona B dell’Istria: Mariano Rumor, in rappresentanza dell’Italia, e Miloš Minić per la Jugoslavia, ne decretarono l’annessione alla Jugoslavia.
Il fallimento della linea dell’Unione degli Istriani, e quindi la cessione alla Jugoslavia della Zona B si ripercosse inevitabilmente anche sulla vita politica dell’Unione. Il Presidente Lino Sardos Albertini, dopo varie lettere di dimissioni presentate al Consiglio generale e da questo puntualmente respinte – lasciò definitivamente la guida dell’Associazione nel luglio 1976 per dedicarsi alla sua ultima battaglia politica, cui egli parteciperà quale Presidente del Centro Nazionale di Coordinamento per la Difesa di Trieste nell’interesse della Pace, nato in seno all’Unione, ma da esso indipendente: impedire la ratifica parlamentare del Trattato di Osimo, giocando l’unica carta possibile rimasta.
Quasi contemporaneamente, in risposta alle previste conseguenze dell’Accordo, con particolare riferimento alla cosiddetta Zona Franca Industriale sul Carso (ZFIC) – da realizzarsi sull’altipiano alle spalle della città di Trieste e a cavallo del confine con la Jugoslavia – si costituì con la raccolta di oltre 65.000 firme un movimento autonomista d'avanguardia, che avrebbe alcuni anni dopo preso il nome di "Lista per Trieste”. Ebbe così inizio una stagione di forti tensioni e contrasti fra gli esponenti delle libere associazioni e dei comitati contrari all’attuazione dell’accordo economico (il solo che, a fronte della perdita territoriale della Zona B, avrebbe potuto costituire un vantaggio per l’Italia) e le autorità. La DC organizzò addirittura, nell’ottobre 1976, una serie di iniziative (soprannominata “Settimana pro Osimo”) culminata con l’allontanamento del suo Segretario Benigno Zaccagnini, costretto ad abbandonare il Politeama Rossetti travolto da proteste e lancio di uova.

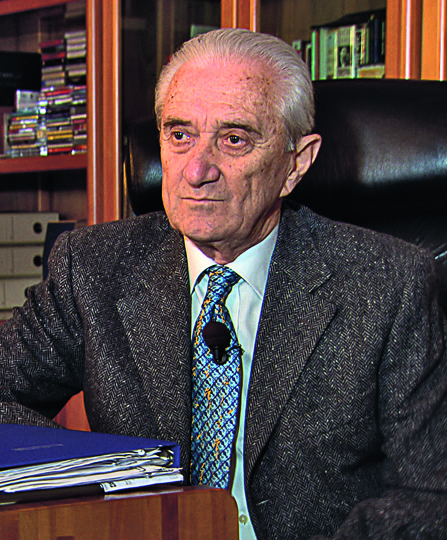
Il Presidente Silvio Delbello (1985-1992 e 1998-2005)

Il Governo Andreotti, successivo a quello di Aldo Moro, ignorando le proteste dell’Unione degli Istriani, fece ratificare il Trattato di Osimo nel dicembre dalla Camera e nel marzo 1977 dal Senato, con un'alzata di mano in palese assenza del numero legale. L’Unione fu testimone diretta del voto, con la partecipazione del Presidente Italo Gabrielli, succeduto a Sardos Albertini, e di una delegazione di esuli seduti sulle tribune del pubblico.
L’Unione degli Istriani non solo aveva perduto, questa volta definitivamente, la sua più grande battaglia ma venne anche venne infatti segnalata finendo nell’elenco delle organizzazioni eversive.

### Dopo Osimo
I mutamenti politici internazionali in corso negli anni ’80 – dettati dalle turbolenze sociali nell’Europa dell’Est ed in Jugoslavia e che avrebbero portato al crollo dei regimi comunisti e dittatoriali, scompaginando gli equilibri ed i rapporti tra stati e regioni in tutto il continente – segnarono anche l’impegno. L’attività politica vide l’Associazione assumere numerose prese di posizione sul problema dell’applicazione del bilinguismo a Trieste, sulla sorte della minoranza italiana in Istria e Dalmazia e, per la prima volta, sul destino delle diverse organizzazioni degli esuli: in quel preciso momento apparve chiara la necessità di costituire un soggetto unico e qualificato che avesse lo scopo di rappresentare tutte le associazioni. L’allora presidente dell’Unione Delbello fu tra i promotori di diversi e non facili incontri che portarono prima alla costituzione di un Comitato di Coordinamento (di cui fecero parte, oltre all’Unione, anche l’ANVGD, i Liberi Comuni di Pola, Fiume e Zara, e l’Associazione delle Comunità Istriane che aveva da poco rimpiazzato con questo nome la storica titolazione “Comitato di Liberazione Nazionale dell'Istria”) e successivamente alla nascita della Federazione delle Associazioni degli Esuli Istriani Fiumani e Dalmati.
In seguito alla dichiarazione di indipendenza di Slovenia e Croazia, la Federazione delle Associazioni degli Esuli, spinta principalmente dall’Unione degli Istriani, richiese alle due repubbliche secessioniste la rinegoziazione del Trattato di Osimo ai sensi del diritto internazionale e fece pressione sul Governo italiano affinché il riconoscimento delle repubbliche secessioniste fosse condizionato dalla restituzione dei beni. La disputa si concluse con il riconoscimento formale da parte del Governo Italiano nel 1996 che Slovenia e Croazia sarebbero divenute “eredi” dell’Accordo.
Per la prima volta nel 2003, l’anno prima della promulgazione della Legge 92/2004, istitutiva del Giorno del Ricordo in memoria delle vittime delle foibe, dell’esodo giuliano-dalmata, delle vicende del confine orientale e concessione di un riconoscimento ai congiunti degli infoibati, il labaro dell’Unione degli Istriani scortato da una folta delegazione dell’Associazione omaggiò i propri caduti all’Altare della Patria con una deposizione di corone alla presenza delle massime autorità dello Stato.
Una mostra organizzata dal gruppo giovani nel 2004 inaugurò il Museo di Carattere Nazionale presso l’ex Centro Raccolta Profughi (CRP) di Padriciano.

### Proiezione europea

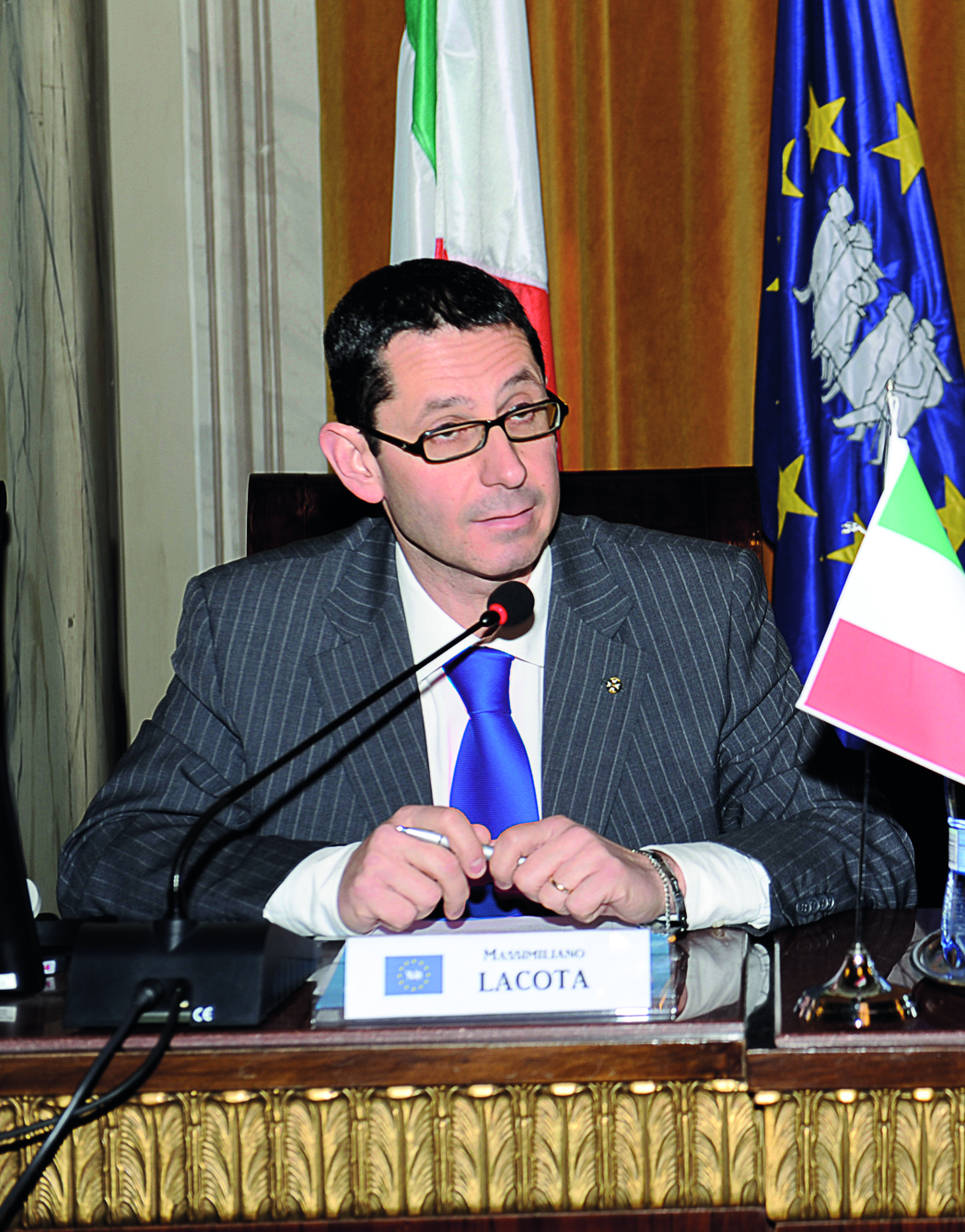
Il presidente Massimiliano Lacota, in carica dal 2005

In seguito alla nomina a Presidente di Massimiliano Lacota nel 2005, questi diede nuovo impulso alla linea politica dell’Unione avviando una serie di contatti con altre associazioni minori di esuli e consolidando i rapporti personali già instaurati con alcune grandi organizzazioni di esuli tedeschi dall’ex Europa dell’Est. Questi primi contatti internazionali avrebbero portato alla firma di un protocollo di intesa tra l’Unione degli Istriani e la Sudetendeutsche Landsmannschaft, ovvero l’organizzazione di rappresentanza degli esuli tedeschi dai Sudeti (maggio 2005), con il patrocinio del Governatore della Baviera Edmund Stoiber.
La nuova Presidenza determinò un cambiamento anche nell’ambito dei rapporti con la Federazione delle Associazioni degli Esuli; rispetto al passato, le prese di posizione dell’Unione nei confronti di ANVGD in particolare, contribuirono ad un progressivo irrigidimento delle relazioni con il Governo italiano, rispetto alle mancate ed insoddisfacenti risposte di quest’ultimo alle varie problematiche poste dall’associazione.
A partire da novembre, dopo alcune trasferte a Strasburgo, il Comitato di Presidenza dell’Unione decise di organizzare una grande manifestazione di protesta da svolgersi davanti all’Europarlamento. Questa iniziativa vide la partecipazione di oltre 200 esuli, provenienti da tutta Italia, nonostante le persone autorizzate fossero state 150. La protesta ebbe luogo durante l’intera mattinata del 18 gennaio, con il rallentamento del traffico nelle strade circostanti, l’esposizione di diverse decine di cartelli e striscioni ed altrettante bandiere di Istria, Fiume e Dalmazia.
Durante i suoi oltre 70 anni di attività, l’Unione degli Istriani ha organizzato e continua ad organizzare numerosi eventi di carattere culturale, oltre a pubblicare come editore svariati libri, dedicati alla cultura istriana e agli eventi del Confine Orientale nel XX secolo.

## Lista dei presidenti dell'Unione
| Foto | Nome                              | Mandato | Mandato   |
| Foto | Nome                              | Inizio  | Fine      |
| ---- | --------------------------------- | ------- | --------- |
|      | Nicolò Martinoli                  | 1954    | 1961      |
|      | Guido Cosulich                    | 1961    | 1962      |
|      | Antonio Della Santa               | 1963    | 1967      |
|      | Lino Sardos Albertini             | 1967    | 1976      |
|      | Italo Gabrielli                   | 1976    | 1981      |
|      | Fulvio Miani                      | 1981    | 1985      |
|      | Silvio Delbello (Primo mandato)   | 1985    | 1992      |
|      | Denis Zigante                     | 1992    | 1998      |
|      | Silvio Delbello (Secondo mandato) | 1998    | 2005      |
|      | Massimiliano Lacota               | 2005    | in carica |